# アフメット・チェリク
アフメット・チェリク（Ahmet Çelik、1987年 - ）は、トルコの騎手。トルコ競馬最高峰のダービー競走であるガジ賞（ガジダービー）において2015年から2021年にかけて7連続優勝記録を樹立した。2023年6月までの通算勝利数は2838勝で、歴代第5位（現役第4位）。

## 来歴
シャンルウルファ県のスルチュで生まれた。中学校卒業後、9人兄弟の家庭で進学が難しかったため、馬主となっていた兄の勧めで2001年にイスタンブールに出てエクレム・クルト見習騎手教育センターに入校、2003年に卒業して2004年に見習騎手としてデビュー。当初は勝ち星を挙げるのに苦労し（2004年2勝、2005年17勝）、シャンルウルファ競馬場のローカル開催を中心に騎乗経験を積んだ。
3年目の2006年から50勝を超えるようになり、2008年にはデビューから主戦騎手を任されたアラブ（純血アラブ）馬のハヤートゥムで重賞を初勝利、2010年には同馬でG1を初勝利し、同年に初めて100勝を超えて騎手リーディングの7位と躍進した。
2011年から2014年まで騎手リーディングでベテランのハリス・カラタシュに次ぐ2位につけるが、ガジ賞には縁がなく、2012年にはガジ賞前哨戦のサイト・アクソン賞に勝利した有力馬のマタドールヤシャールの騎乗を予定しながらガジ賞の直前に騎乗停止処分を受け、カラタシュ騎乗でガジ賞を制覇した同馬の騎乗機会を逃した。
2015年は騎乗予定の有力馬が芝適性を見せずダート路線を進んだため騎乗馬がなかったが、カラタシュがガジ賞で有力馬レンクを選ばなかったため、騎乗したことのなかった同馬の騎乗依頼を受けて出走し、ガジ賞初制覇を果たした。この年以降、ガジ賞の有力馬からの騎乗依頼が集まるようになり、2021年にブルガスで優勝するまで前人未到の7年連続優勝を達成した。
ガジ賞8連覇のかかった2022年はザラベイで前哨戦サイト・アクソン賞に臨むがカラタシュ騎乗のファイナルダンスの2着となり、ファイナルダンスに次ぐ2番人気に押されたガジ賞では13着に敗退、連勝記録が途切れた。
2023年4月9日、アダナ・イェシロバ競馬場の第3レースで進路妨害による不利を受けたチェリクは、レース後に馬場上で加害馬の騎手に暴力を振るい、検量室でも暴言を吐いて暴力を振るおうとしたことから120日間の騎乗停止処分を受けた。騎乗停止期間は6月10日に発効し、チェリクは同年のガジ賞に騎乗できなかった。